# والاس فرد محمد
والاس فرد محمّد (بالإنجليزية: Wallace Fard Muhammad)‏ (ولد سنة 1893 ؟; سنة الوفاة مجهولة) هو واعظ ديني ومؤسّس منظمة أمة الإسلام (NOI). ظهر في ديترويت سنة 1929 بخلفيات غامضة وأسماء متعددة، أنشأ أوّل مسجد لهذه المنظمة في مدينة ديترويت، ميشيغان في سنة 1930، وسمّاه المعبد رقم 1.
اختفى في طريقه من ديترويت إلى شيكاغو في يونيو 1934، من دون أثر. يذكر أنه عاش حتى عام 1960، ومما يدعم ذلك المعلومات التي نشرت وفقا لقانون حرية المعلومات الأمريكي والتي تؤكد أن ملفا باسم والاس فارد ما زال مفتوحا حتى عام 1960.